# Asterocampa alba
Asterocampa alba är en fjärilsart som beskrevs av Wright 1905. Asterocampa alba ingår i släktet Asterocampa och familjen praktfjärilar. Inga underarter finns listade i Catalogue of Life.